# Tuberolabium coarctatum
Tuberolabium coarctatum är en orkidéart som först beskrevs av George King och Robert Pantling, och fick sitt nu gällande namn av Jeffrey James Wood. Tuberolabium coarctatum ingår i släktet Tuberolabium och familjen orkidéer. Inga underarter finns listade i Catalogue of Life.